# Zosterops japonicus
Zosterops japonicus (Temminck e Schlegel, 1845) è un uccello passeriforme appartenente alla famiglia dei Zosteropidae.
L'habitat in cui vive comprende gran parte dell'Asia orientale, tra cui Giappone, Corea, Cina, Thailandia, Vietnam, Taiwan e Filippine. Originariamente nativo delle isole giapponesi, è stato intenzionalmente introdotto in altre parti del mondo come animale da compagnia e come disinfestatore.